# 尾張中島駅
尾張中島駅（おわりなかじまえき）は、愛知県中島郡起町（現・一宮市小信中島）にあった、名鉄起線（軌道=路面電車）の電車停留所（廃駅）である。

## 駅施設
相対式2面2線の乗り場であり、交換施設を有していた。

## 歴史
- 1922年（大正11年）3月25日 - 起・一宮の軌道の建設を行うために蘇東電気軌道を設立。
- 1923年（大正12年）11月1日 - 蘇東電気軌道、名古屋鉄道に合併。
- 1924年（大正13年）2月1日 - 起・一宮（後、八幡町）間が蘇東線として開業した際に中島駅として開業。
- 1943年（昭和18年） - 尾張中島駅に改称。
- 1948年（昭和23年）
  - 5月16日 - 蘇東線を起線に路線名を変更。
  - 11月1日以前 - 無人化[1]。
- 1952年（昭和27年）12月24日 - 尾西線の1500V昇圧に伴い、起線の新一宮駅乗り入れを廃止。
- 1953年（昭和28年）6月1日 - 乗客増加により、電車の運行を休止してバス代行輸送に変更。当駅は営業休止となる。
- 1954年（昭和29年）6月1日 - 起線が正式に廃止されたことにより廃駅。

## 現在
駅は現在の名鉄バス尾張中島バス停付近。この箇所は道幅が広くなっている。

## 隣の駅
名古屋鉄道
起線
新三条駅 - 尾張中島駅 - 西中島駅